# HeroClix
HeroClix est un jeu de figurines à collectionner (ou CMG, pour Collectible Miniature Game) édité par WizKids Inc., qui est sorti en 2002. Le jeu est distribué en France par Tilsit Éditions puis par Asmodée en 2007. Cela sera repris plus tard par Topps en 2009 puis bientôt par NECA courant 2011. Chaque distributeur ayant eu à tour de rôle des parts de Wizkids et publiant sa propre version des règles.

## Principe
Heroclix est un jeu d’escarmouche qui se joue généralement en 300 ou 400 pts soit à peu près une dizaine de figurines par partie. Une partie se joue en 1h-1h30 en moyenne.
Les licences des supers Heros des Univers Marvel (Spider-Man, Hulk, etc.), des univers DC (Superman, Batman, Wonder Woman, etc.) et des univers divers et variés appelés Indy (Witchblade, Hellboy, Kabuki, etc.) sont représentées dans ce jeu.

## Fonctionnement du jeu
Pour jouer il faut en plus des figurines et des dés, une carte qui fera office de plateau de jeu, des jetons qui représenteront les actions effectuées et des pions qui représentent des objets (poubelles, motos, bureaux…) à placer sur la carte et qui feront office d’armes à balancer sur vos adversaires.
Une action permet soit de se déplacer, soit d’attaquer au corps à corps, soit de tirer ou soit d’activer un pouvoir.
Les figurines sont définies par plusieurs caractéristiques :
- Mouvement en nombre de case.
- Attaque
- Portée de tir et nombre de tir
- Défense
- Dégât

Pour un jet d’attaque on jette 2 dès à 6 faces et ce résultat s’ajoute à la valeur inscrite sur la figurine. Si le total des deux valeurs est égale ou supérieur à la valeur de défense de la figurine attaquée, celle-ci se prend autant de « clics » que la valeur de dégâts de l’attaquant.
Et ce qui fait la force d’Heroclix c’est qu’une figurine blessée tourne son socle et devient donc moins efficace car son profil aura changé.
En plus des valeurs inscrites sur le socle il y a également des couleurs, chaque couleurs est associée à un pouvoir (il y a une trentaine à ce jour).Par exemple une figurine qui aura orange sur sa valeur de déplacement indique qu’elle peut sauter et ainsi ignorer les décors et se désengager automatiquement d’un combat. Un rouge en dégât indique que la figurine possède le pouvoir tir expert et qu’elle inflige donc deux points de dégât supplémentaire au tir. Vert en défense permet d’avoir un bonus de +2 en défense contre les tirs ennemis, etc. Il existe également des pouvoirs et traits spéciaux uniques à chaque personnage qui sont expliqués en détail sur une carte associé à chaque figurine.
En plus des traits, des pouvoirs classiques et des pouvoirs spéciaux, il existe aussi les pouvoirs d’équipe qui sont directement inscrite sur le socle. Les Alliés de Batman sont tous des furtifs et ne peuvent être pris pour cible s’ils sont cachés, les X-men peuvent se soigner mutuellement, les membres de la JSA peuvent se transmettre leur valeur de défense, etc.

## Sets sorti à ce jour
liste des sets sortis depuis 2002, par maison d'édition

### DC
- Hypertime (lancé en septembre 2002-retiré en juillet 2006)
- Cosmic Justice (lancé en juin 2003-retiré en juillet 2006)
- Unleashed (lancé en mars 2004-retiré en juillet 2006)
- Legacy (lancé en mars 2005-retiré en)
- Icons (lancé en septembre 2005-retiré en)
- Collateral Damage (lancé en February 2006 - retiré en)
- Giants (lancé en 2006 - retiré en)
- Green Lantern Corps (retiré en 2010)
- Origin (lancé en February 2007 - retiré en 2010)
- Legion of Superheroes (retiré en 2010)
- Justice League (lancé en septembre 2007)
- Spectre
- Starro (lancé en 2008)
- Crisis (originally Teen Titans) (lancé en February 2008)
- Batman : Alpha (lancé en juin 2008) Batman Alpha est un jeu à part, mais les figurines sont autorisées dans un jeu Heroclix normal. Dans ce cas, les couleurs du socle ont préséance sur la description de la carte ; seuls le nom des équipes et valeurs des points étant utilisées.
- Arkham Asylum (lancé en octobre 2008)
- Brave and the Bold (lancé en April 14, 2010)
- The Blackest Night Starter Set (lancé en by NECA juin 9, 2010.)
- Jonah Hex Battle Pack (lancé en juillet 2010)
- The Watchmen Collecter's Set (lancé en août 25, 2010)
- The Brightest Day Action Pack (lancé en octobre 27, 2010)
- DC 75th Anniversary Set, rassemblant les meilleurs personnages de DC  et leurs produits dérivés tirés de l'arc Brightest day.
- Superman (Septembre 2011)
- War of Light (Mai 2012) Fast Force Set (6 figurines)
- The Dark Knight Rises (Juin 2012) Fast Force Set (6 figurines) et Gravity Feed (1 figurine par booster)
- Justice League (Courant 2012) Fast Force Set (6 figurines) et Gravity Feed (1 figurine par booster)
- DC 10th Anniversary (Aout 2012) Gravity Feed Set
- Batman (novembre 2012) Set classic  Figurines par booster plus un super booster par Brick avec Véhicules.
- Streets of Gotham" (novembre 2012)
- Teen Titans" (printemps 2013)
- Man of steel" (mai 2013) sortie en parallèle du film du même nom au cinéma

### Indy
- Indy (lancé en octobre 2003-retiré en septembre 2005)
- City of Heroes (limited edition figures)
- City of Villains (limited edition figures)
- Invincible (boxed set)
- The BPRD and Hellboy (boxed set)

### Marvel
- Infinity Challenge (lancé en mai 2002-retiré en juin 2004)
- Clobberin' Time (lancé en novembre 2002-retiré en décembre 2004)
- Xplosion (lancé en mars 2003-retiré en décembre 2004)
- Critical Mass (lancé en décembre 2003-retiré en septembre 2005)
- Universe (lancé en mai 2004-retiré en juillet 2006)
- Ultimates (lancé en juin 2004-retiré en juillet 2006)
- Galactus (2004 version)
- Mutant maihem (lancé en novembre 2004-retiré en)
- Fantastic Forces (lancé en juillet 2005-retiré en)
- Armor Wars (lancé en novembre 2005)
- Danger Room (lancé en juin 2006)
- Sinister (lancé en juin 2006)
- Supernova (lancé en novembre 2006)
- Days of Future Past (lancé en novembre 2006)
- 2099 (lancé en décembre 2006)
- Fin Fang Foom (3 versions : vert, orange, et vert avec pantalon violet) (lancé en mai 2007)
- Avengers (lancé en juin 2007)
- Galactus (2007 version)
- Mutations and Monsters (lancé en novembre 2007)
- Secret Invasion (lancé en juillet 2008)
- Fantastic Four (Starter Set, lancé dans la série "Secret Invasion")
- Hammer of Thor (Pièce initiale - Thor's Mighty Chariot - lancée lors du San Diego Comicon d'août 2009; sortie complète par NECA  18 novembre 2009)
- Web of Spiderman (lancé en septembre 2010)
- Giant-Size X-Men (lancé en 2011)
- Captain America (juillet 2011)
- The Incredible Hulk (Décembre 2011)
- Infinty Gauntlet (de Janvier 2012 à Aout 2012) Une figurine par mois.
- The Galactic Guardians (Mars 2012)
- Avengers the movie (courant Avril 2012)
- The Uncanny X-Men (Mai 2012) Extension Fast Force figurines tirées de Giant-Size X-men.
- Chaos War, The Mighty Avengers (11 juillet 2012) Booster classic (5 figurines), Fast Force Set (6 figurines) et Gravity Feed (1 figurine par booster)
- Marvel 10th Anniversary (Aout 2012) Gravity Feed (1 figurine par booster)
- The Amazing Spider-man ( Février 2013 ) Booster classic (5 figurines), Gravity Feed (1 figurine par booster ) et  éventualité: Fast Force Set (6 figurines).
- Iron Man 3 ( Mars 2013 )  Fast Force Set (6 figurines), Gravity Feed (1 figurine par booster) et Mini Game.
- Wolverine and the X-Men (été 2013)  Booster classic (5 figurines), Gravity Feed (1 figurine par booster) réintroduction du set SwItch Clix.
- Fear Itself (courant 2013)
- Thor: The Dark World (Octobre 2013)
- The Invincible Iron Man (Novembre 2013)
- Avengers vs X-Men (Novembre 2013)
- Captain America - The Winter Soldier (Mars 2014)
- Deadpool (Mai 2014)
- Deadpool Fast Forces (Mai 2014)
- X-Men - Days of Future Past (Mai 2014)
- Guardians of the Galaxy Movie(Juillet 2014)
- Guardians of the Galaxy (Aout 2014)
- The Inhumans Fast Forces (Aout 2014)
- Avengers: Age of Ultron (Avril 2015)
- Avengers Quick-Start Kit (Mai 2015)
- Avengers Assemble (Mai 2015)
- Original Avengers Fast Forces (Mai 2015)
- Age of Ultron: Storyline Organized Play (Juin 2015)
- Nick Fury , Agent of The S.H.I.E.L.D. (Aout 2015)
- Nick Fury , Agent of The S.H.I.E.L.D. Fast Forces (Aout 2016)
- Captaine America Civil War Starter (Avril 2016)
- Captaine America Civil War (Avril 2016)
- Uncanny X-Men (Mai 2016)
- Uncanny X-Men Fast Forces (Mai 2016)
- Civil War : Storyline Organized Play (Juin 2016)
- Superior Foes of Spider-man (Aout 2016)
- Spider-man and his Greatest Foes Fast Forces (Aout 2016)
- Deadpool and X-Force (Janvier 2017)
- Deadpool and X-Force Fast Forces (Janvier 2017)
- Guardians of the Galaxy (Avril 2017)
- Avengers/ Defensers War (Mai 2017)
- Avengers/ Defensers War Fast Forces (Mai 2017)
- What if? (Juin 2017)
- The Mighty Thor (Aout 2017)
- Thor Ragnarok (Film) (Octobre 2017)
- X-Men Xavier's School (Février 2018)
- X-Men Xavier's School Fast Force (Février 2018)
- Avengers Infinity (Mai 2018)

#### Autre univers
- "Halo clix"(releases 2009)[1]
- "Street Fighter" (Releases 2011)[2]
- "Iron Maiden Heroclix" (Releases 2011)[3]

Il n'est pas précisé si Street Fighter et Iron Maiden Heroclix doivent être comptabilisés dans la catégorie Indy. [[Iron Maiden]] a indiqué que le système Heroclix puisse accueillir un "jeu de bataille des groupes" ("Battle of the Bands game") mais le format qu'il prendra n'est pas encore connu.
- "Lord of the Rings" (Novembre 2011)
- "Star Trek Tactics" Booster  et Starter (Février 2012)
- "Star Trek Expeditions" Expension (Mars 2012)
- "The Lords of the Rings Nazgul" Boardgame (Mai 2012)
- "Kick Ass 2" (ete 2013)
- Yu-gi-oh (2014)
- Dota 2 (2014)

### Teams

#### Marvel teams
- Avengers
- Brotherhood of Mutants
- Defenders
- Fantastic Four
- Hydra
- Masters of Evil
- Morlocks
- Mystics
- Minions of Doom
- Police (added to Marvel with the Web of Spider-man expansion)
- Power Cosmic
- S.H.I.E.L.D.
- Serpent Society
- Sinister Syndicate
- Skrulls
- Spider-Man
- Ultimate X-Men
- Ultimates
- X-Men

#### DC teams
- Batman Allies
- Batman Enemies
- Injustice League
- Ligue de justice d'Amérique
- Justice Society
- Superman Allies
- Superman Enemies
- Titans
- Kingdom Come
- Suicide Squad
- Green Lantern
- Legion of Super-Heroes
- Mystics
- Police
- Crime Syndicate
- Outsiders
- Calculator
- Quintessence
- Watchmen
- Underworld - see above.

#### Indy teams
- 2000 A.D.
- CrossGen
- Crusade
- B.P.R.D.
- Kabuki
- Top Cow
- Arachnos
- Guardians of the Globe
- Freedom Phalanx
- Street Fighter